# Aphyolebias manuensis
Aphyolebias manuensis är en fiskart som beskrevs av Costa 2003. Aphyolebias manuensis ingår i släktet Aphyolebias och familjen Rivulidae. Inga underarter finns listade i Catalogue of Life.